# Lijst van voetbalinterlands België - Nederland (vrouwen)
Deze lijst van voetbalinterlands is een overzicht van alle voetbalwedstrijden tussen de nationale vrouwenteams van België en Nederland. België en Nederland hebben 35 keer tegen elkaar gespeeld. De eerste wedstrijd was op 29 september 1979 in Eindhoven. De laatste confrontatie was op 5 december 2023 in Tilburg.

## Wedstrijden
| №  | Plaats       | Datum             | Competitie                          | Wedstrijd          | Uitslag |
| -- | ------------ | ----------------- | ----------------------------------- | ------------------ | ------- |
| 1  | Eindhoven    | 29 september 1979 | Vriendschappelijk                   | Nederland − België | 2 − 2   |
| 2  | Herentals    | 4 oktober 1980    | Vriendschappelijk                   | België − Nederland | 2 − 3   |
| 3  | Brussel      | 25 september 1982 | EK 1984 kwalificatie                | België − Nederland | 3 − 2   |
| 4  | Oosterhout   | 23 april 1983     | EK 1984 kwalificatie                | Nederland − België | 5 − 0   |
| 5  | Zaventem     | 28 september 1985 | EK 1987 kwalificatie                | België − Nederland | 1 − 3   |
| 6  | Oosterhout   | 20 september 1986 | EK 1987 kwalificatie                | Nederland − België | 3 − 0   |
| 7  | Brussel      | 3 oktober 1989    | Vriendschappelijk                   | België − Nederland | 1 − 1   |
| 8  | Maastricht   | 18 april 1990     | Vriendschappelijk                   | Nederland − België | 1 − 2   |
| 9  | Brussel      | 17 oktober 1991   | Vriendschappelijk                   | België − Nederland | 1 − 1   |
| 10 | Brussel      | 8 september 1993  | Vriendschappelijk                   | België − Nederland | 1 − 0   |
| 11 | Budel        | 3 maart 1994      | Vriendschappelijk                   | Nederland − België | 3 − 0   |
| 12 | Brussel      | 20 september 1995 | Vriendschappelijk                   | België − Nederland | 1 − 3   |
| 13 | Budel        | 6 maart 1996      | Vriendschappelijk                   | Nederland − België | 4 − 0   |
| 14 | Zeist        | 16 september 1997 | Vriendschappelijk                   | Nederland − België | 3 − 0   |
| 15 | Tienen       | 23 augustus 2000  | Vriendschappelijk                   | België − Nederland | 1 − 0   |
| 16 | Echt         | 4 oktober 2000    | Vriendschappelijk                   | Nederland − België | 3 − 2   |
| 17 | Etten-Leur   | 6 maart 2001      | Vriendschappelijk                   | Nederland − België | 5 − 1   |
| 18 | Kontich      | 20 maart 2001     | Vriendschappelijk                   | België − Nederland | 0 − 4   |
| 19 | Kontich      | 9 oktober 2001    | Vriendschappelijk                   | België − Nederland | 2 − 5   |
| 20 | Ridderkerk   | 27 november 2002  | Vriendschappelijk                   | Nederland − België | 4 − 0   |
| 21 | Eindhoven    | 22 november 2003  | EK 2005 kwalificatie                | Nederland − België | 3 − 0   |
| 22 | Oud-Heverlee | 25 april 2004     | EK 2005 kwalificatie                | België − Nederland | 0 − 3   |
| 23 | Eisden       | 23 april 2008     | EK 2009 kwalificatie                | België − Nederland | 2 − 2   |
| 24 | Volendam     | 27 september 2008 | EK 2009 kwalificatie                | Nederland − België | 3 − 0   |
| 25 | Loenhout     | 6 juni 2010       | Vriendschappelijk                   | België − Nederland | 0 − 2   |
| 26 | Zwolle       | 13 juni 2010      | Vriendschappelijk                   | Nederland − België | 4 − 1   |
| 27 | Waregem      | 9 februari 2013   | Vriendschappelijk                   | België − Nederland | 2 − 3   |
| 28 | Zwolle       | 12 februari 2014  | WK 2015 kwalificatie                | Nederland − België | 1 − 1   |
| 29 | Oud-Heverlee | 7 mei 2014        | WK 2015 kwalificatie                | België − Nederland | 0 − 2   |
| 30 | Oud-Heverlee | 24 november 2016  | Vriendschappelijk                   | België − Nederland | 3 − 2   |
| 31 | Tilburg      | 24 juli 2017      | EK 2017                             | België − Nederland | 1 − 2   |
| 32 | Brussel      | 18 februari 2021  | Vriendschappelijk                   | België − Nederland | 1 − 6   |
| 33 | Kerkrade     | 2 juli 2023       | Vriendschappelijk                   | Nederland − België | 5 − 0   |
| 34 | Oud-Heverlee | 22 september 2023 | UEFA Women's Nations League 2023/24 | België − Nederland | 2 − 1   |
| 35 | Tilburg      | 5 december 2023   | UEFA Women's Nations League 2023/24 | Nederland − België | 4 − 0   |

## Samenvatting
| Competitie                  | Totaal gespeeld | Winst België | Gelijk | Winst Nederland | Doelsaldo België – Nederland |
| --------------------------- | --------------- | ------------ | ------ | --------------- | ---------------------------- |
| WK-kwalificatie             | 2               | 0            | 1      | 1               | 1 − 3                        |
| EK-eindronde                | 1               | 0            | 0      | 1               | 1 − 2                        |
| EK-kwalificatie             | 8               | 1            | 1      | 6               | 6 − 24                       |
| Vriendschappelijk           | 22              | 4            | 3      | 15              | 23 − 64                      |
| UEFA Women's Nations League | 2               | 1            | 0      | 1               | 2 − 5                        |
| Totaal                      | 35              | 6            | 5      | 24              | 33 − 98                      |